# Castrelo (Vimianzo)
Castrelo (llamada oficialmente San Martiño de Castrelo) es una parroquia española del municipio de Vimianzo, en la provincia de La Coruña, Galicia.

## Entidades de población
Entidades de población que forman parte de la parroquia:
- Cerbán
- Lavandeira
- Vilar (O Vilar)
- Roalo
- Vilaseco
- O Bico do Cuco
- As Casas da Ponte
- O Cruceiro
- A Fonte

## Demografía
| Gráfica de evolución demográfica de Castrelo entre 2000 y 2019 |
|                                                                |
| Datos según el nomenclátor publicado por el INE.               |